# Karl Ludwig Kayser
Karl Ludwig Kayser (* 3. Februar 1808 in Heidelberg; † 5. Mai 1872 ebenda) war ein deutscher Klassischer Philologe. Er ist besonders durch seine textkritischen, exegetischen und editorischen Leistungen zu den Schriften des Flavius Philostratus, den römischen Rhetorikern und den homerischen Epen hervorgetreten.

## Leben
Karl Ludwig Kayser war der älteste Sohn der Pfarrerstochter Gertrud Kayser (geb. Kaibel) und des Philologen Karl Philipp Kayser (1773–1827). Sein Vater war seit seiner Heirat (1805) Dozent für Griechisch und Latein an der Universität Heidelberg, wo er 1819 auch zum außerordentlichen Professor ernannt wurde. Ab 1820 war er Direktor des Gymnasiums zu Heidelberg. Karl Ludwig Kayser wuchs in einem bildungsbeflissenen und musikalischen Elternhaus auf und besuchte ab August 1822 das Gymnasium in Frankfurt am Main, wo er auch seine Fähigkeiten im Klavierspiel vervollkommnete und bei Johann Georg Vollweiler in die Musiktheorie eingeführt wurde. Im April 1824 kehrte er nach Heidelberg zurück und besuchte dort die oberste Klasse des Gymnasiums.
Im Herbst 1825 ging Kayser an die Universität Heidelberg, um Klassische Philologie zu studieren. Neben Johann Christian Felix Bähr und Carl Daub wurde besonders Friedrich Creuzer sein akademischer Mentor, der auch mit der Familie Kayser befreundet war. Im Juli und August 1826 begleitete Kayser ihn zu einer Forschungsreise nach Paris und gewann 1827 mit einer Preisschrift über den Humanisten Jan Gruter die Preisaufgabe der philosophischen Fakultät. Nach dem Tod seines Vaters im selben Jahr arbeitete Kayser neben dem Studium als Privatlehrer; sein Vorhaben, das Studium an einer anderen Universität fortzusetzen, musste er aufgeben. Im Sommer 1830 legte er in Karlsruhe das philologische und theologische Examen ab, am 20. Dezember desselben Jahres wurde er in Heidelberg zum Dr. phil. promoviert.
Nach dem Studium arbeitete Kayser weiterhin als Lehrer an dem Institut, das sein Vater begründet und seine Mutter nach dessen Tod weitergeführt hatte. Daneben bereitete er seine akademische Laufbahn vor. Seine erste wissenschaftliche Veröffentlichung galt Philostrats Sophistenviten, für deren Textkritik er die Platonischen Dialoge, Xenophons Memorabilien und die Reden des Dion Chrysostomos in großem Ausmaß heranzog. Nach dem Erscheinen dieser Schrift (1831) arbeitete Kayser an einer kritischen Ausgabe der Sophistenviten. Im Wintersemester 1832/33 habilitierte er sich für Klassische Philologie. Seine Karriere an der Universität Heidelberg verlief danach langsam, aber stetig: 1841 wurde er zum außerordentlichen Professor ernannt, 1845 (nach Creuzers Tod) wurde er zum Mitdirektor des Philologischen Seminars ernannt, ab 1855 erhielt er ein festes Gehalt. Im Wintersemester 1863/64 wurde er zum ordentlichen Professor ernannt und war damit stimmberechtigtes Mitglied der philosophischen Fakultät.
In seinen Vorlesungen vertrat Kayser ein breites Spektrum der Klassischen Philologie. Neben öffentlichen Vorlesungen über griechische und römische Dichter und Prosaschriftsteller lud er auch Studenten zur privaten Lektüre in sein Haus ein, wobei er ganze Dramen des Sophokles, Aristophanes und Plautus vornahm. In seinen Vorlesungen ging er schrittweise und problemorientiert vor; bei der Fülle von Einzelbeobachtungen brachte er jedoch keine zusammenfassenden und systematischen Überblicksvorlesungen zustande. Auch die Vorlesungen, die er unter Titeln wie „Geschichte der Philologie“, „Metrik“, „Epigraphik“ und „Römische Antiquitäten“ ankündigte, lieferten eher eine Reihe von Einzelbeobachtungen als einen systematischen Überblick.
Für seine wissenschaftlichen Verdienste erfuhr Kayser reiche Anerkennung. 1850 wählte ihn die Bayerische Akademie der Wissenschaften zum auswärtigen Mitglied, später verlieh ihm der Großherzog von Baden den Zähringer Löwenorden.
Kaysers späte Lebensjahre waren von Konflikten innerhalb des Seminars überschattet, die zwischen dem 1863 berufenen Hermann Köchly und den Professoren Bähr und Karl Bernhard Stark auftraten. Köchly versuchte das Seminar in seinem Sinne zu reformieren, was Kayser zu unterstützen bereit war, aber von Bähr und Stark abgelehnt wurde. Ab 1868 litt Kayser außerdem an Herz- und Nierenbeschwerden, denen er 1872 im Alter von 64 Jahren erlag.

## Forschungsarbeit
Kaysers erster Forschungsschwerpunkt waren seit seinem Studium die Schriften der Zweiten Sophistik, insbesondere die „philostratischen Schriften“. Nach seinen Ausgaben der Sophistenviten (1838) und der Gymnastik (1840), die vorher nur durch wenige Fragmente bekannt gewesen war, ging er an eine Gesamtausgabe der philostratischen Schriften. Unter diesem Namen ist eine Vielzahl von Schriften überliefert, die zum Teil von verschiedenen Personen desselben Namens stammen, zum Teil von anderen Autoren. In den Kreis dieser Schriften zog Kayser noch weitere verwandte Texte ein. Die Gesamtausgabe erschien 1844–1846 und enthielt die Schriften des Flavius Philostratos, die Statuenbeschreibungen des Kallistratos, den pseudolukianischen Nero, die Briefe des Sophisten Apollonios von Tyana sowie die Schrift des Eusebios gegen Hierokles. Die Ausgabe beruhte auf eingehendem Studium der erhaltenen Handschriften, gründlicher Kenntnis des Sprachgebrauchs der Autoren und war mit einem reichen kritisch-exegetischen Kommentar ausgestattet. In den Jahren 1870–1871 gab Kayser dieselben Texte in einer überarbeiteten Fassung heraus, die im Verlag B. G. Teubner erschien.
Ein zweiter Forschungsschwerpunkt Kaysers war die römische Rhetorik. 1854 erschien seine kritische Ausgabe der Rhetorica ad Herennium, die bis zum Ende des 15. Jahrhunderts noch unter dem Namen Ciceros bekannt war. Kayser wies die Schrift aufgrund der Zitate bei Quintilian dem Rhetor Quintus Cornificius zu; diese Zuschreibung wurde später, lange nach Kaysers Tod, fallen gelassen. Jedenfalls war Kayser durch diese Ausgabe als Experte der römischen Rhetorik bekannt geworden, so dass ihn der Zürcher Professor Johann Georg Baiter zu seiner Gesamtausgabe von Ciceros Schriften heranzog. Diese handliche Ausgabe erschien von 1860 bis 1869 im Leipziger Verlag von B. Tauchnitz. Kayser zeichnete für die rhetorischen Schriften, die Reden und Redenfragmente verantwortlich und brachte einige Verbesserungsvorschläge für den Text an.
Weitere Arbeiten Kaysers behandelten verschiedene Autoren und Einzelfragen der griechischen und römischen Literatur. Besondere Erwähnung verdienen seine Arbeiten zu den homerischen Epen, die nach seinem Tod 1881 von Hermann Usener erneut (und um unveröffentlichte Arbeiten vermehrt) herausgegeben wurden. In der Homerischen Frage stand Kayser auf der Seite der Analytiker, ohne jedoch anzunehmen, dass man aus Ilias und Odyssee die wahre Gestalt der mutmaßlichen Kleinepen ermitteln könnte, die ihnen zugrunde lagen.
Als fachkundiger und versierter Musiker veröffentlichte Kayser auch Studien zur Musikgeschichte.

## Schriften (Auswahl)
- Notas criticas in Philostrati Vitas Sophistarum scripsit Carolus Ludovicus Kayser. Heidelberg 1831
- Φλαβίου Φιλοστράτου Βίοι Σοφιστῶν. Flavii Philostrati Vitae Sophistarum. Textum ex codd. Romanis, Florentinis, Venetis, Parisinis, Londinensibus, Medionalensi, Havniensi, Oxoniensi, Gudiano, Heidelbergensi recensuit, epitomam Romanam et Parisinam ineditas adiecit, commentarium et indices concinnavit Carolus Ludovicus Kayser. Heidelberg 1838
- Lectiones Pindaricae. Heidelberg 1840
- Philostratei libri de gymnastica quae supersunt. Nunc primum edidit et interpretatus est Carolus Ludovicus Kayser. Heidelberg 1840
- P. Hordeonius Lollianus geschildert nach einer noch nicht herausgegebenen Athenischen Inschrift. Heidelberg 1841
- Flavii Philostrati quae supersunt. Philostrati junioris Imagines. Callistrati Descriptiones. Zürich 1844
- Cornifici Rhetoricorum ad C. Herennium libri IIII. Leipzig 1854
- mit Johann Georg Baiter: M. Tullii Ciceronis Opera quae supersunt omnia. Editio stereotypa. 11 Bände, Leipzig 1860–1869
- Flavii Philostrati Opera. Auctiora edidit C. L. Kayser. 2 Bände, Leipzig 1870–1871
- K. L. Kayser’s Homerische Abhandlungen. Herausgegeben von Hermann Usener, Leipzig 1881